# حدق أثيوبي
الحَدَق الأَثْيُوبِيّ  (بالإنجليزية: mock tomato)‏ نوع نباتات من الفصيلة الباذنجانية.